# قرار مجلس الأمن التابع للأمم المتحدة رقم 333
قرار مجلس الأمن التابع للأمم المتحدة رقم 333، المعتمد في 22 مايو 1973، بعد تكرار البيانات السابقة والاعتراف بأن التدابير السابقة فشلت حتى الآن في إنهاء "النظام غير القانوني في روديسيا الجنوبية"، أدان المجلس جنوب إفريقيا والبرتغال لأنهما فشلتا في التعاون مع تنفيذ العقوبات وطلب اتخاذ إجراءات عاجلة لتنفيذها. ثم طلب المجلس من الدول التي لديها تشريعات تسمح بالاستيراد من رودسيا أن تلغيها على الفور، ودعا الدول إلى سن وإنفاذ تشريعات ضد أي شخص يحاول التهرب من ارتكاب خرق للعقوبات عن طريق:
1. استيراد بضائع من روديسيا الجنوبية؛
2. تصدير أي سلع إلى روديسيا الجنوبية؛
3. توفير أي تسهيلات لنقل البضائع من وإلى روديسيا الجنوبية؛
4. إجراء أي معاملات أو تجارة قد تمكِّن روديسيا الجنوبية؛
5. الاستمرار في التعامل مع العملاء في جنوب أفريقيا وأنغولا وموزامبيق وغينيا (بيساو) وناميبيا بعد أن أصبح من المعروف أن العملاء يعيدون تصدير السلع أو مكوناتها إلى روديسيا الجنوبية، أو أن السلع الواردة من هؤلاء العملاء هي من أصل روديسي جنوبي

ويستمر القرار لطلب أن تطلب الدول إيصالات محددة للغاية للسلع المسلمة إلى أي من الدول المدرجة في الفقرة الفرعية (5) لضمان عدم إعادة بيعها في روديسيا، وتطلب من الدول منع شركات التأمين الخاصة بها من ضمان أي شيء مرتبط بروديسيا.
اعتمد القرار بأغلبية 12 صوتاً؛ امتنعت فرنسا والمملكة المتحدة والولايات المتحدة.